# مورشانسك
مورشانسك (بالروسية: Морша́нск)، هي مدينة في مقاطعة تامبوف في روسيا، تقع على نهر تسنا [الإنجليزية] (من حوض نهر أوكا) على بُعد 93 كيلومترًا شمال تامبوف. بلغ عدد سكانها 41,556 نسمة وفق تعداد عام 2010، و44,486 نسمة وفق تعداد عام 2002، و50,055 نسمة وفق تعداد الاتحاد السوفيتي لعام 1989، و44,000 نسمة في عام 1970.

## معرض صور

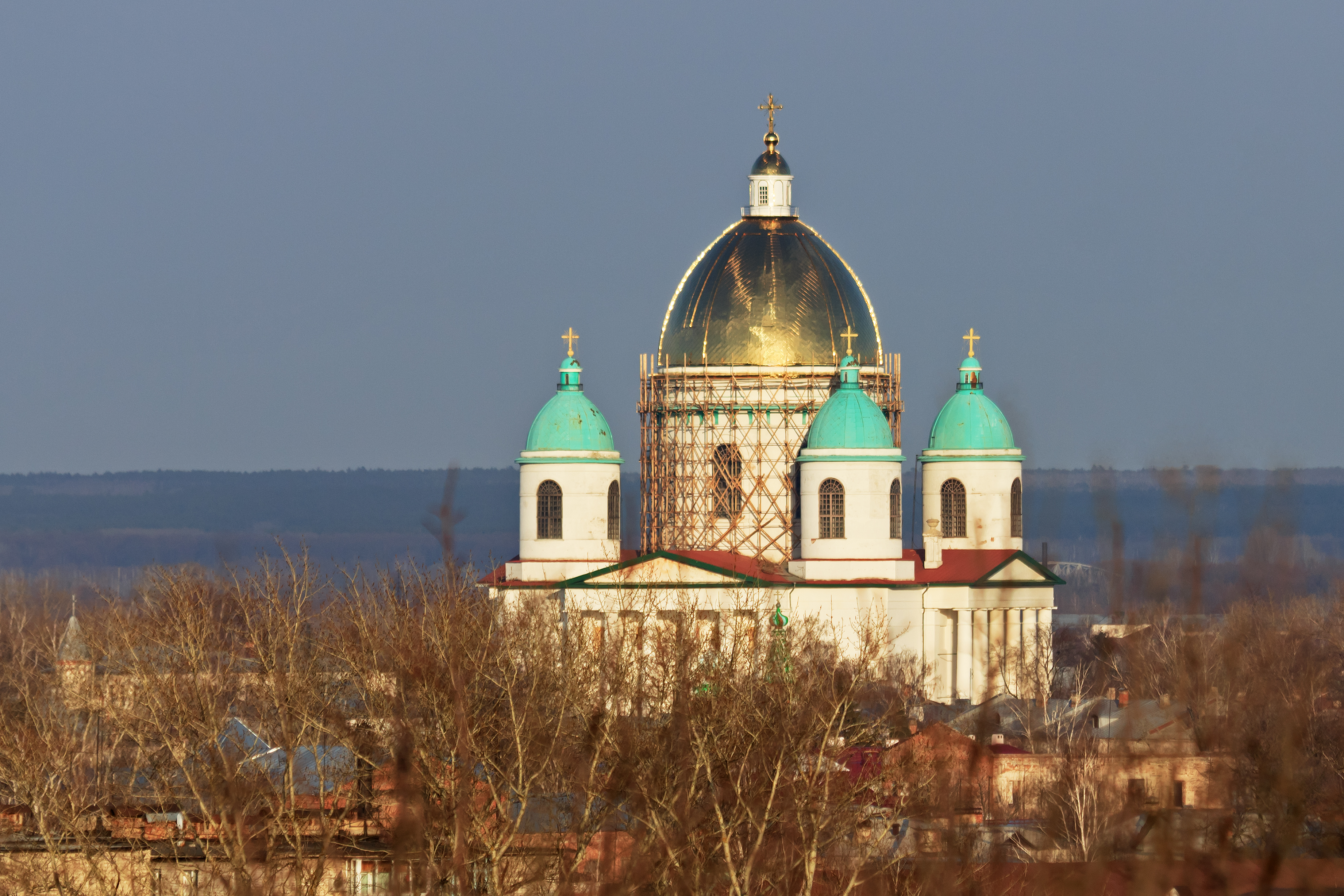
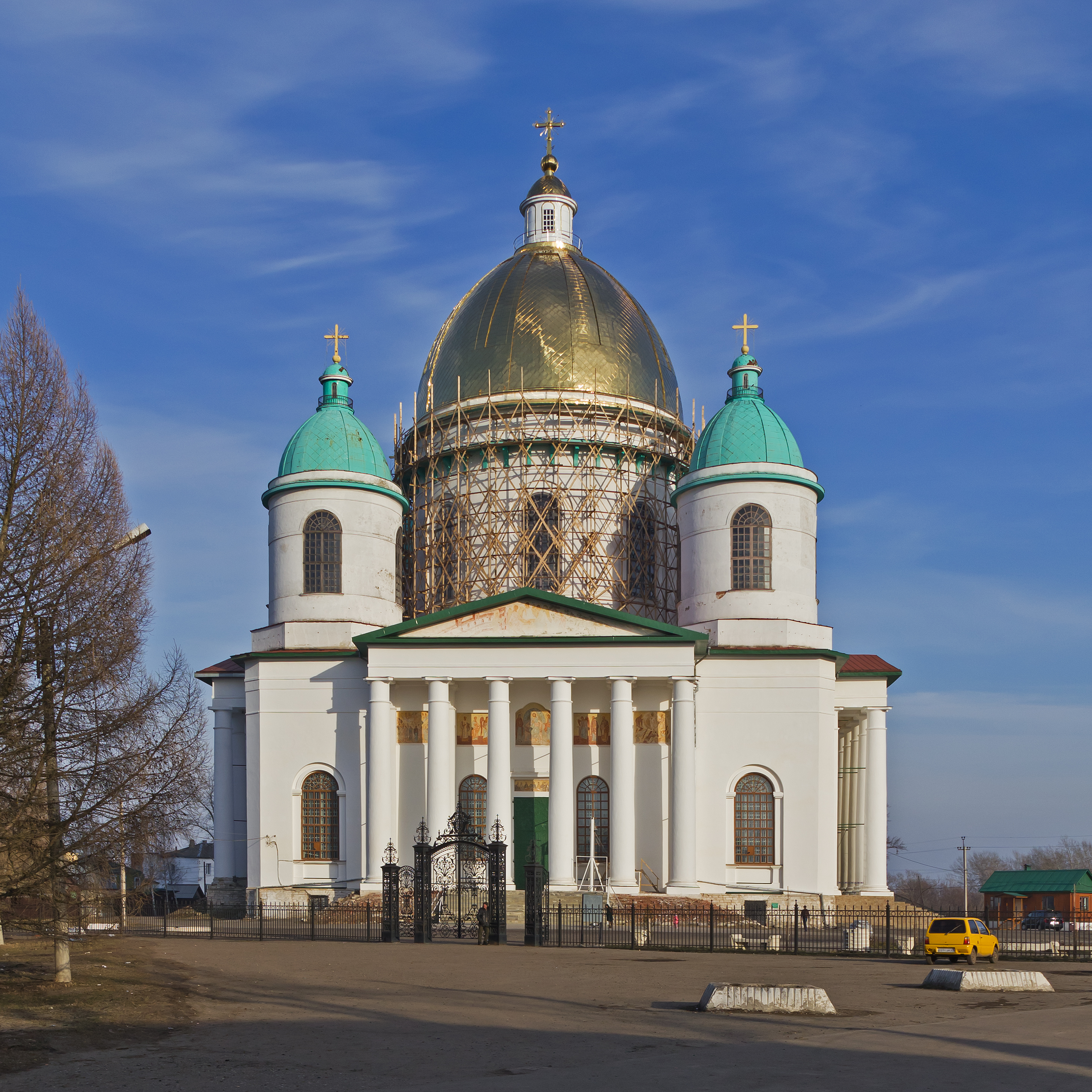
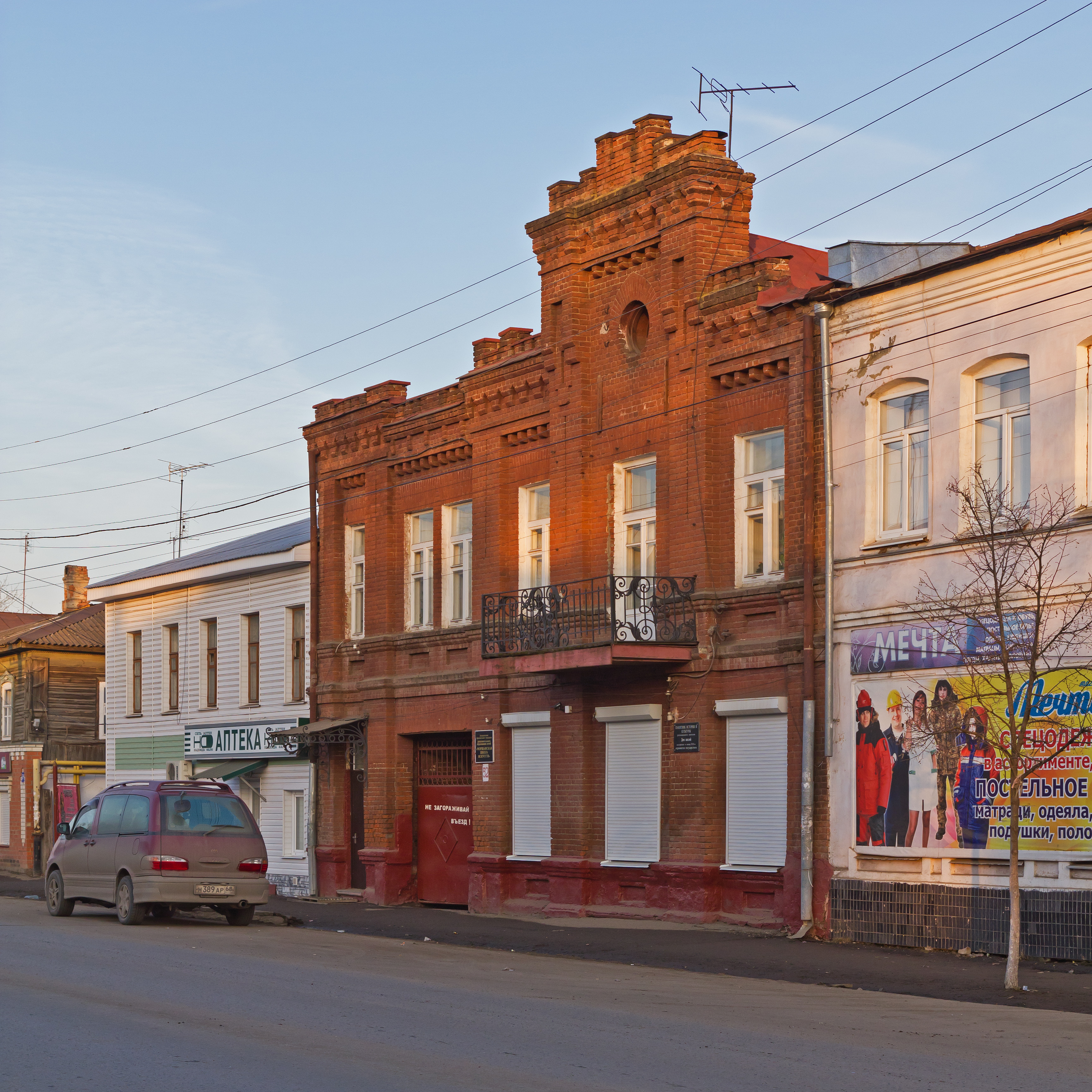
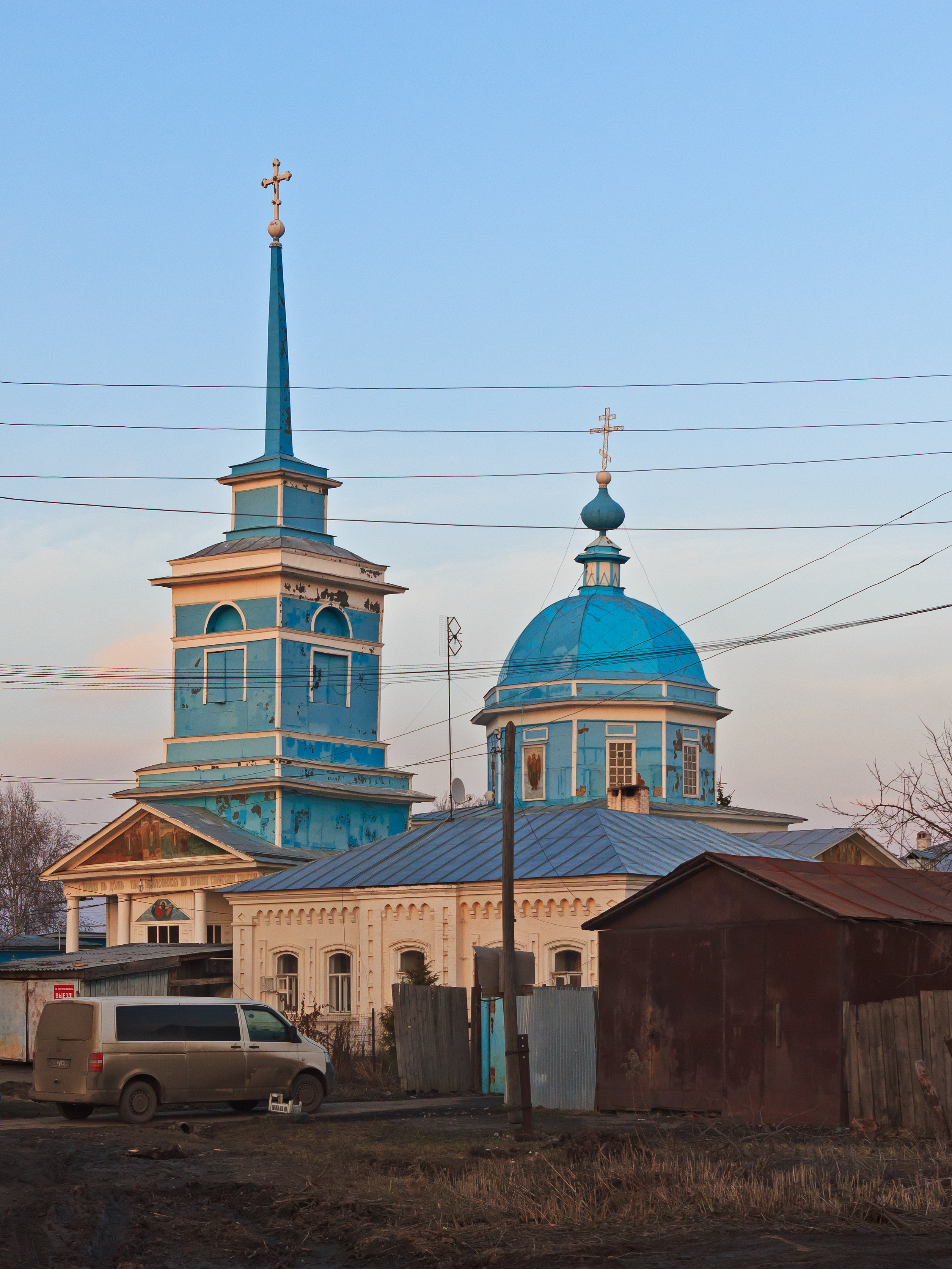

## أعلام
- إيلينا ليادوفا
- فسيفولود بوبروف